# Kuzinia laevis

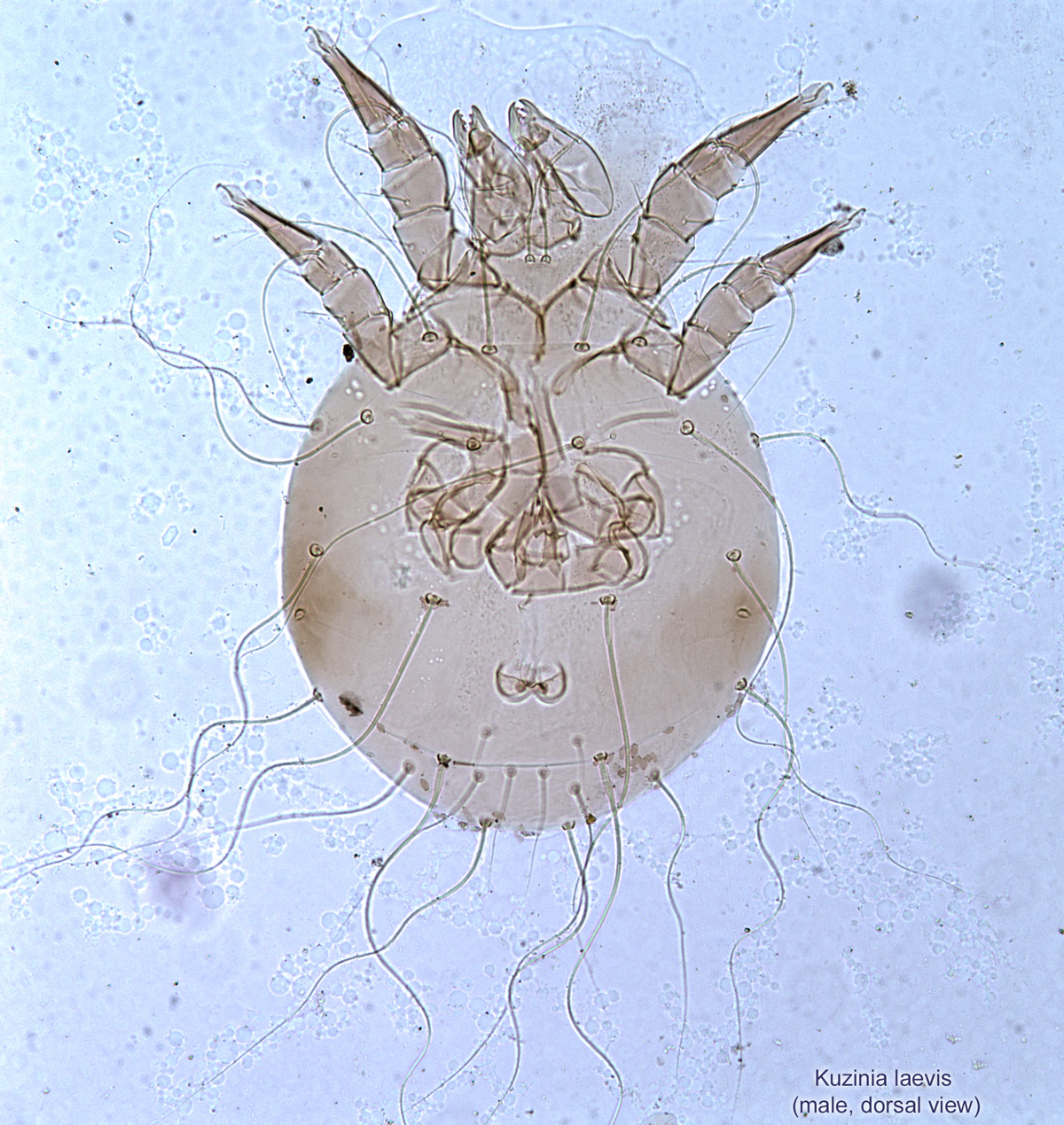
Kuzinia laevis, Männchen, dorsal

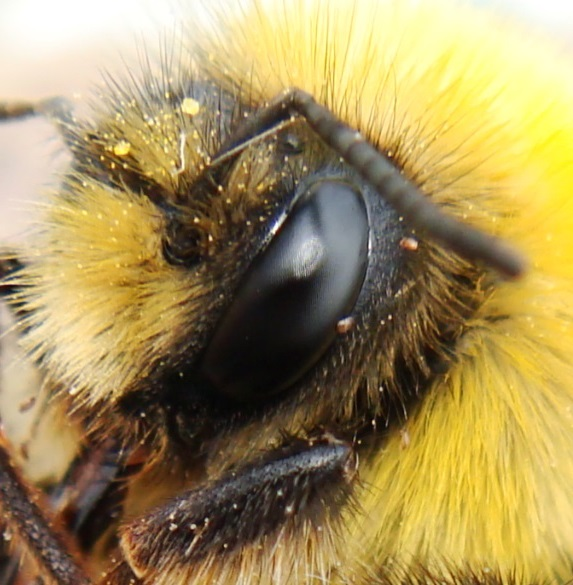
Zwei Milben am Kopf eines Bombus lucorum (Linnaeus, 1761) Drohns

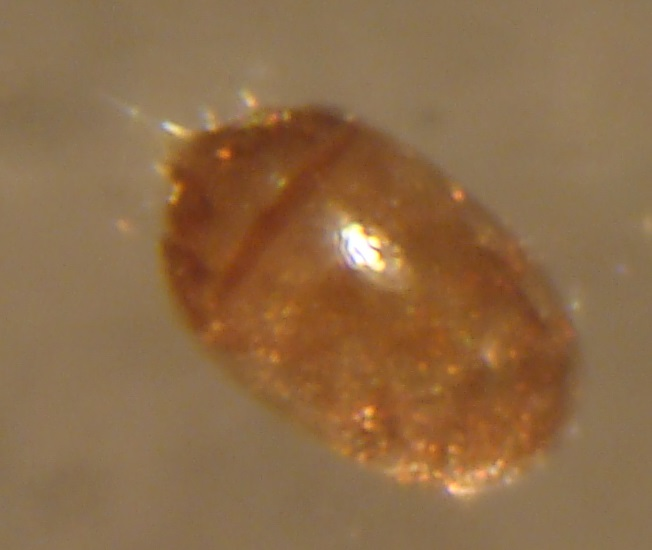
Kuzinia laevis, phoretisch lebende Deutonymphe, dorsal

Kuzinia laevis, in Europa auch Tyrophagus laevis genannt, ist eine Milbenart, die sich in Hummelnestern vermehrt und deren heteromorphe Deutonymphen auf junge Königinnen klettern, um phoretisch auf dem Tragwirt mitzureisen, bis sie das neu gegründete Hummelnest besiedeln.

## Vorkommen
Das phoretische Entwicklungsstadium von Kuzinia laevis findet man auf vielen Hummelarten der paläarktischen Hummeln.
Selten wurden sie auf Wildbienen der Arten Proxylocopa pavlovskyi (Popov, 1935) und Xylocopa przewalskyi (F.Mor., 1886) gefunden, aber nicht in den Nestern.
Die Milbenart gehört zu den drei am häufigsten phoretisch auf Hummeln anzutreffenden Milbenarten in Mitteleuropa
und ist die am häufigsten auf Hummeln nachweisbare astigmatische Milbe in Mitteleuropa.
Manchmal wird sie als europäische Hummelmilbe bezeichnet.
Die Milbe konnte an der invasiven Hummelart Bombus terrestris in Tasmanien nachgewiesen werden. Dort ist sie die einzige phoretische und einzige Hummelnester bewohnende Milbe. Ohne regulierende Raubmilben wie Parasitellus fucorum kommen sie durchschnittlich um den Faktor 30 häufiger phoretisch auf Königinnen bzw. Drohnen und den Faktor 5–50 häufiger auf Arbeiterinnen vor als in Europa.
Die Milbe wurde in einer Untersuchungsreihe von 2005 bis 2008 in Argentinien erstmals auf einigen dort einheimischen Hummelarten nachgewiesen, wobei sie zu den drei häufigsten Milbenarten auf in Argentinien heimischen Hummeln zählten.
Die invasiven Hummelarten Bombus terrestris und Bombus ruderatus wurden nicht untersucht. Der erste Nachweis in Chile gelang im Jahr 2008 an einer überwinternden Königin der dort invasiven Art Bombus terrestris.

## Ernährung
Die phoretische Entwicklungsstufe ist eine typische mobile heteromorphe Deutonymphe, die nicht frisst.
Im Nest sind die fressenden Entwicklungsstadien Kommensalen, deren verzehrte Mengen die Hummeln kaum beeinflussen können.
Unter Laborbedingungen fraßen die Entwicklungsstadien im Hummelnest am gesammelten Pollen, am eingelagerten Pollenteig und an alten Kokons.
Letztere bestehen beim Erdhummel-Komplex aus Pollen, der mit hochgewürgtem Nektar vermischt wird.

## Lebenszyklus

### Phoretische Phase
Das Entwicklungsstadium heteromorphe Deutonymphe, auch Hypopus (pl. Hypopi) genannt,
findet sich in größter Anzahl auf jungen Königinnen, nestsuchenden Königinnen im Frühjahr und in deutlich geringerer Anzahl auf Drohnen.
In niedrigster Anzahl findet man sie auf Arbeiterinnen oder manchmal auch gar nicht.
Auf Königinnen in Mitteleuropa wurden bis zu 242 der Milben angetroffen (Maximalwert).
So überwintern sie in Mitteleuropa mit den Königinnen, wo auch potentiell bivoltine Hummelarten in der Regel nur eine Nestgründung pro Jahr vollziehen. In Tasmanien entdeckte man Milben auf 80 % der Königinnen und Drohnen (Prävalenz), wobei sie durchschnittlich 350–400 Milben pro Wirt erreichten (Befallsstärke). Auf Bombus terrestris waren sie in Tasmanien hauptsächlich auf und unter dem Thorax sowie unter dem Abdomen zu finden. Bei den in Argentinien heimischen Hummeln krallten sie sich an die Haare seitlich am Thorax und seitlich an den ersten Tergiten und Sterniten. Einzelne Milben sind über den gesamten Körper verteilt.

### Reproduktionsphase
Im Frühling, wenn die Hummelköniginnen ein Nest gegründet haben, besiedeln die Milben das neue Hummelnest.
Es wurde beobachtet, dass die Anzahl der Milben auf den Königinnen abnimmt, wenn frischer Pollen gesammelt wird.
In den Nestern entwickeln sich die Milben zuerst zu Tritonymphen und dann zu getrennt geschlechtlichen adulten Milben.
Unter Laborbedingungen mit verschiedener Ernährung, Temperatur und Luftfeuchtigkeit dauerte jede Entwicklungsstufe zwischen 2 Tage bis zu 5–7 Tage. Die Eiablage beginnt 3–4 Tage nach der Kopulation der adulten Milben.
Eier werden überall im Nistbereich und im Hummelnest abgelegt. Im Labor legten Weibchen 12 Eier pro Tag, was bei einer Lebenserwartung von 16 bis 53 Tagen durchschnittlich 372 Eier pro Weibchen entspricht.
Nach der Entwicklung im Ei schlüpft die Larve, die sich zur Protonymphe häutet, danach zur Tritonymphe wird, auch homöomorphe Deutonymphe genannt, aus der nach einer Dormanz von 1 bis 3 Tagen nach einer weiteren Häutung die adulte Milbe erscheint.
Die adulten Männchen sind 480–600 µm lang, während die Weibchen 520–700 µm erreichen.
Im Labor wurde die Reproduktion mit idealen und nicht idealen Versorgungs- und Umweltbedingungen durchgeführt. Ein erfolgreicher Zyklus dauerte zwischen 12 und 33 Tage.
Im Frühjahr bis Sommer und bei ähnlichen Laborbedingungen werden die potentiell phoretischen heteromorphen Deutonymphen nur selten erzeugt.
Im Spätsommer bis Herbst bzw. wenn das Hummelnest altert, wird auf einen unbekannten Auslöser hin nach dem Protonymphenstadium das heteromorphe Deutonymphenstadium eingeschoben.
Die Deutonymphen krabbeln auf die jungen Königinnen, um mit ihnen in einem unterirdischen Versteck zu überwintern.
Ihr Erscheinungsbild ist oval mit einem flachen Körper in einem gelblichen braun. Der Panzer ist an den Seiten leicht unter den Körper gebogen. Im vorderen Fünftel sind Mundwerkzeuge und zwei Beinpaare bogenförmig angeordnet. Der Bereich ist dorsal durch eine sichtbare Linie abgeschlossen. Nach der Körpermitte verteilen sich zwei Beinpaare und an dem Ende des Panzers, das etwas ausgezogen ist, befindet sich eine hintere Saugplatte.
Die heteromorphen Deutonymphen sind je nach Untersuchung 220–250 µm, 200–300 µm (Frankreich)
oder 300–390 µm (Russland) lang.

## Parasiten
Die Milben werden anscheinend durch die Milbe Pneumolaelaps hyatti (Evans & Till, 1966) parasitiert.
Es wird davon ausgegangen, dass verschiedene Stadien der Raubmilben wie Parasitellus fucorum (De Geer, 1778) die Eier von K. laevis parasitieren.

## Synonyme
- Hypopus H lœvis,[1] Hypopus H loevis[1]
- Hypopus lœvis,[15] Hypopus loevis[15]
- Hypŏpus laevis,[16] Hypopus laevis[17]